# Powers (Familienname)
Powers ist ein englischer Familienname.

## Namensträger
- Alexandra Powers (* 1967), US-amerikanische Schauspielerin
- Alison Powers (* 1979), US-amerikanische Radrennfahrerin und alpine Skiläuferin
- Ben Powers (Schauspieler) (1950–2015), US-amerikanischer Schauspieler
- Ben Powers  (* 1996), US-amerikanischer American-Football-Spieler
- Beverly Powers (* 1939), US-amerikanische Schauspielerin
- Bridget Powers (* 1980), US-amerikanische Pornodarstellerin und Schauspielerin
- Caleb Powers (1869–1932), US-amerikanischer Politiker
- Charlie Powers (Banjospieler), US-amerikanischer Banjospieler
- Charlie Powers (Cellist), US-amerikanischer Cellist
- Chris Powers (* 1985), amerikanisch-kroatischer Eishockeyspieler
- D. Lane Powers (1896–1968), US-amerikanischer Politiker
- Darrell Powers (1923–2009), US-amerikanischer Staff Sergeant
- Dillon Powers (* 1991), US-amerikanischer Fußballspieler
- Dudley Powers (1911–2004), US-amerikanischer Cellist, Dirigent und Musikpädagoge
- Ed Powers (* 1954), US-amerikanischer Pornoproduzent und -darsteller
- Fiddlin’ Powers (James Cowan Powers; 1877–1953), US-amerikanischer Musiker
- Francis Gary Powers (1929–1977), US-amerikanischer Pilot und Austauschagent
- Freddy Powers (1931–2016), US-amerikanischer Sänger
- Frederick A. Powers (1855–1923), US-amerikanischer Richter und Politiker
- Georgia Davis Powers (1923–2016), US-amerikanische Politikerin
- Gershom Powers (1789–1831), US-amerikanischer Politiker
- Gloria June Powers († 2012), US-amerikanische Musikmanagerin und Produzentin
- H. Henry Powers (1835–1913), US-amerikanischer Politiker
- Harold J. Powers (1900–1996), US-amerikanischer Politiker
- Harriet Powers (1837–1910), US-amerikanische Kunsthandwerkerin und Künstlerin
- Hiram Powers (1805–1873), US-amerikanischer Bildhauer
- J. F. Powers (James Farl Powers; 1917–1999), US-amerikanischer Schriftsteller
- Jackson Powers-Johnson (* 2003), US-amerikanischer American-Football-Spieler
- James Powers (Unternehmer), US-amerikanischer Unternehmer russischer Herkunft, Gründer von Powers Accounting Machine Company
- James Patrick Powers (* 1953), römisch-katholischer Geistlicher, Bischof von Superior
- James Cowan Powers (1877–1953), US-amerikanischer Musiker, siehe Fiddlin’ Powers
- Jeff Powers (* 1980), US-amerikanischer Wasserballspieler
- Jeremy Powers (* 1983), US-amerikanischer Cyclocrossfahrer
- Joey Powers (1934–2017), US-amerikanischer Popmusik-Sänger
- John Powers (* 1957), US-amerikanischer Asien- und Religionswissenschaftler
- John R. Powers († 2013), US-amerikanischer Schriftsteller
- Johnny Powers (1938–2023), amerikanischer Rockabilly-Sänger
- Keith Powers (* 1992), US-amerikanischer Schauspieler und Model
- Kemp Powers, US-amerikanischer Dramatiker und Drehbuchautor
- Llewellyn Powers (1836–1908), US-amerikanischer Politiker
- Longworth Powers (1835–1904), US-amerikanischer Fotograf und Bildhauer
- Mala Powers (1931–2007), US-amerikanische Schauspielerin
- Marc Powers (* 1990), US-amerikanischer Tennisspieler
- Margaret Fishback Powers, US-amerikanische Dichterin
- Ollie Powers (1886–1928), US-amerikanischer Jazzmusiker
- Pat Powers (Filmproduzent) (1870–1948), irisch-US-amerikanischer Filmproduzent
- Pat Powers (Eishockeyspieler), kanadischer Eishockeyspieler
- Patrick Powers (* 1958), US-amerikanischer Volleyball- und Beachvolleyballspieler
- Patrick T. Powers (1860–1925), US-amerikanischer Baseballmanager
- Ralph Ernest Powers (1875–1952), US-amerikanischer Mathematiker
- Richard Powers, Pseudonym von Tom Keene (Schauspieler) (1896–1963), US-amerikanischer Schauspieler
- Richard Powers (Tanzpädagoge), US-amerikanischer Tanzpädagoge und Choreograf
- Richard Powers (* 1957), US-amerikanischer Schriftsteller
- Richard M. Powers (Richard Michael Powers; 1921–1996), US-amerikanischer Illustrator
- Ridgley C. Powers (1836–1912), US-amerikanischer Politiker
- Ross Powers (* 1979), US-amerikanischer Snowboarder
- Samuel L. Powers (1848–1929), US-amerikanischer Politiker
- Stefanie Powers (* 1942), US-amerikanische Schauspielerin
- Stephen Powers (1840–1904), US-amerikanischer Journalist und Anthropologe
- Tim Powers (* 1952), US-amerikanischer Science-Fiction-Autor
- Tom Powers (1890–1955), US-amerikanischer Schauspieler